# 亚当·德·拉阿勒
亚当·德·拉阿勒（法語：Adam de la Halle；1245–50年 – 1285–88年/1306年后），法国行吟诗人。他是中世纪为数不多的同时创作单音音乐和複音音樂的作曲家之一，他既被视为保守派作曲家，又被视为进步派作曲家，因而留下了复杂的遗产：他培养了众多著名行吟诗人，同时也尝试创作了较新的戏剧作品。亚当一直被视为13世纪欧洲最重要的音乐和文学人物之一。

### 引用
1. ↑  Falck 2001，§ para. 1.
2. ↑  Falck 2001，§ Works".
3. ↑  Mason 2020，§Extract.